# Sonata per a piano núm. 1 (Mozart)
La Sonata per a piano núm. 1 en do major, K. 279 (K. 189d) és una obra composta per Wolfgang Amadeus Mozart l'any 1774, quan tenia tan sols 18 anys. És la primera d'una sèrie de 18 sonates per a piano escrites per Mozart. L'obra va ser composta, a excepció de la primera part del moviment inicial, durant l'hivern de Mozart a Múnic per a la producció de La finta giardiniera, des de finals de 1774 fins a començaments de març de l'any següent.
Totes menys dues de les sonates, la Sonata núm. 8 en la menor i la núm. 14 en do menor estan escrites en tonalitat major. Les primeres sonates per a piano semblen seguir el cicle de quintes, primer en sentit descendent (núm. 1 en do major, núm. 2 en fa major, núm. 3 en si bemoll major, núm. 4 en mi bemoll major) i, després, ascendent (núm. 5 en sol major, núm. 6 en re major).

## Estructura
Segueix l'esquema habitual de 3 moviments:
1. Allegro
2. Andante
3. Allegro

Una interpretació normal dura uns 14 minuts.